# بول جي. ماكاولي
بول جي. ماكاولي (بالإنجليزية: Paul J. McAuley)‏ (23 أبريل 1955 في المملكة المتحدة)؛ عالم نبات، كاتب وروائي بريطاني. درس في جامعة برستل.

## الجوائز
- جائزة آرثر سي كلارك

## روابط خارجية
- بول جي. ماكاولي على موقع ميوزك برينز (الإنجليزية)